# Nikolai Alexandrowitsch Senkowitsch
Nikolai Alexandrowitsch Senkowitsch (russisch Николай Александрович Зенькович, wiss. Transliteration Nikolaj Aleksandrovič Zen'kovič; geb. 1944) ist ein russischer Publizist und Journalist belarussischer Herkunft. Er ist einer der Analysten des zeitgenössischen politischen Lebens in Russland und ist mit verschiedenen biographischen Werken hervorgetreten, darunter einer Putin-Enzyklopädie (2006, 2. A. 2008).